# 宋景業
宋 景業（そう けいぎょう、生没年不詳）は、中国の南北朝時代の易学者・暦法家。本貫は広宗郡。

## 経歴と逸話
『周易』に明るく、陰陽や緯候を学び、また暦数にも詳しかった。東魏の末年に、北平郡太守に任じられた。550年（武定8年）、景業は高徳正を通じて「『易稽覧図』によると『鼎、五月、聖人君、天与延年歯、東北水中、庶人王、高得之』といいます。考えますに、『東北水』とは渤海をいい、『高得之』とは高氏が天下を得るということは明らかです」と、斉王高洋に言上した。高徳正と徐之才は禅譲を受けるために鄴都に赴くよう高洋に勧めた。高洋が晋陽から鄴に向かう途中、平城の旧都に立ち寄ると、禅譲反対派の大臣たちが晋陽に帰るよう高洋を説得した。賀抜仁らはさらに「景業が王を誤らせたもので、これを斬って天下に謝罪すべきです」とまで主張した。高洋は「景業は帝王の師とすべき者であって、どうして殺すことがあろうか」と言って、これについては聞き入れなかった。高洋がひとたび晋陽に帰り、景業に卜筮を命じると、乾の鼎の卦が出た。景業は「乾は君や天の卦で、『周易』に『時に六龍に乗り以て天を御す』とあります。鼎は五月の卦で、仲夏吉辰に天を御し禅を受けるとよろしいということです」と言った。ある人が「『陰陽書』に『五月は官に入るべからず。これを犯すはその位に卒す』とあります」と言うと、景業は「これは大吉であります。王が天子となれば、また下ることはなく、帝位のまま終わることができるからです」と答えた。高洋はこれにたいへん喜んだ。
北斉が建国されると、景業は散騎常侍に任じられ、長城県子に封じられた。文宣帝（高洋）の命を受けて『天保暦』を編纂し、李広がその序をつけた。

## 伝記資料
- 『北斉書』巻49 列伝第41
- 『北史』巻89 列伝第77